# Retrat de Francisco de Pisa
El Retrat de Francisco de Pisa és una obra d'El Greco pintada entre el 1610 i el 1614, de vegades confosa amb un Retrat del canonge Giacomo Bosio. Malgrat que la documentació existent no permet assegurar-ho de manera fefaent, la primera atribució sembla més versemblant. Aquest retrat consta amb el número 132 en el catàleg raonat d'obres d'El Greco, realitzat per Harold Wethey

## Anàlisi de l'obra
No està signat; Oli sobre llenç; 107 × 90 cm.; 1610-14 circa; Museu d'art Kimbell; Fort Worth; Texas
La postura del personatge es molt similar a la del Retrat del cardenal Tavera, qui también recolza les mans sobre un llibre obert, col·locat sobre una taula coberta per una tapet verd. La seva figura es mostra en tres quarts, de perfil sobre un fons neutre. Tot i que el seu esguard és pàl·lid, El Greco ens mostra el seu carácter fort i vital de Francisco de Pisa, qui observa l'espectador establint amb la seva mirada una distància respectuosa.
Josep Gudiol remarca que es tracta d'un home d'edat, amb pèl i barba blancs, i mirada dura, probablement més procliu al fanatisme que no pas a la comprensió y a la tolerància. El seu abillament, d'abric forrat de pell girada al coll, està tan magníficament realitzat com el rostre. Les mans tenen una intensitat menor, i el modelatge té un punt de desenfocament que de vegades apareix en detalls de les obres d'El Greco.

## Procedència
- Probablement el seu origen és Las Benitas de la Purisima Concepción, Toledo, des de l'any 1616.
- Javier de Quinto, conde de Quinto [1810-1860], Madrid i Paris;
- la seva vídua, condesa de Quinto;
- venda, Paris, 1862, no. 66, identificat com a Diego de Covarrubias.
- Alphonse Oudry [1819-1869], Paris and Nàpols;
- venda, Hôtel Drouot, Paris, 16-17 Abril 1869, no. 138, com a “Portrait of Cavorrubias”;
- comprat per 430 francs per Félix Bamberg [b. 1820], Messina, 1869;
- comprat pel Rei Carol I of Romania [1839-1914], Pelesh Castle, Sinaia, Romania, probablement l'any 1879;
- per descendència al seu nebot, el Rei Ferdinand [1865-1927], Pelesh Castle, Sinaia, Romania;
- per descendència, al seu fill, el Rei Carol II of Romania [1893-1953];
- els seus hereus;
- Wildenstein & Co., New York;
- comprat per Kimbell Art Foundation, Fort Worth, 1977.[1]